# Talinaceae
Die Talinaceae sind eine Familie in der Ordnung der Nelkenartigen (Caryophyllales) innerhalb der Bedecktsamigen Pflanzen. Die bis zu 28 Arten sind in der Neotropis, in Afrika, Madagaskar und Asien verbreitet.

## Beschreibung

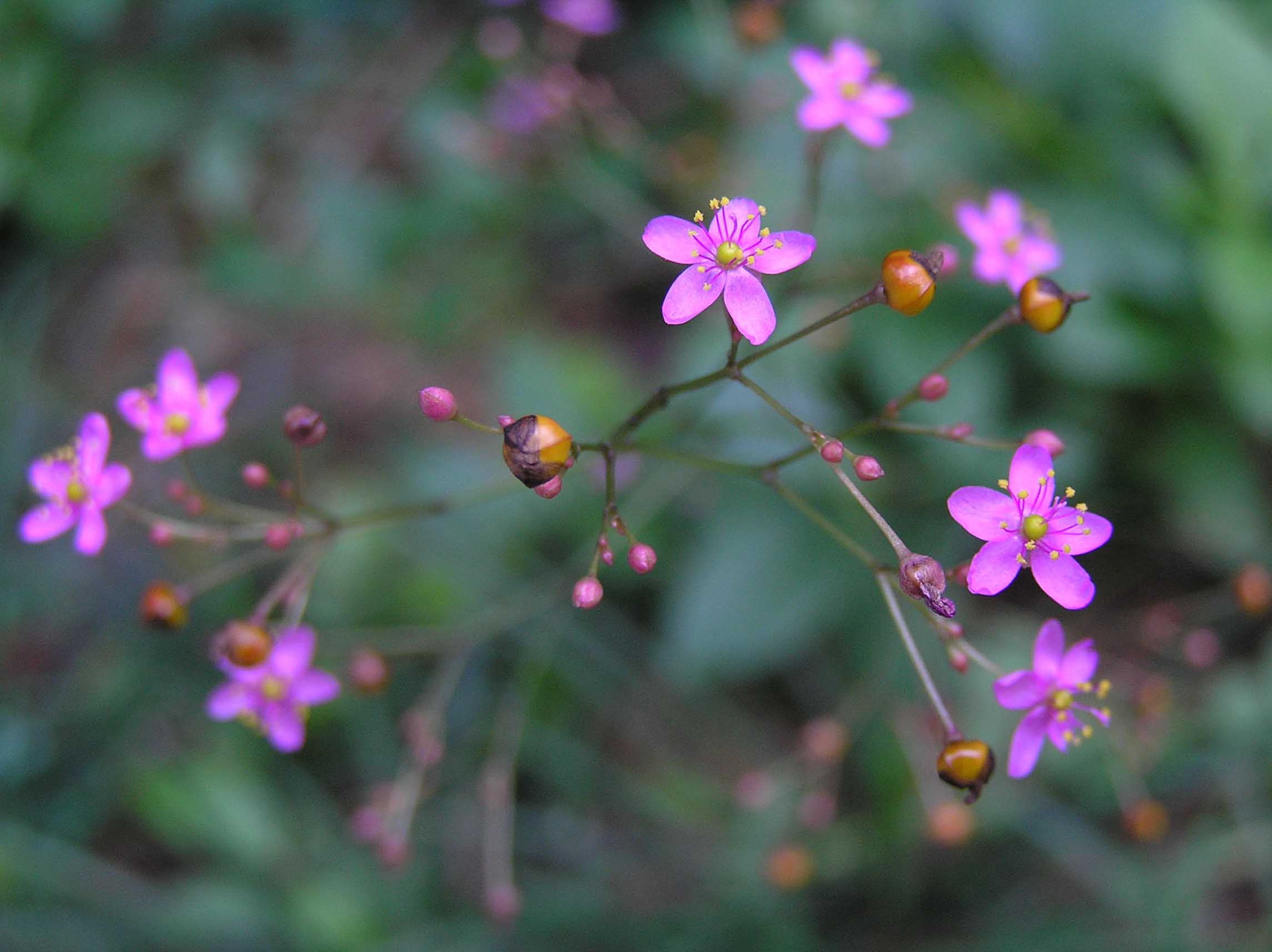
Blütenstand von Talinum patens

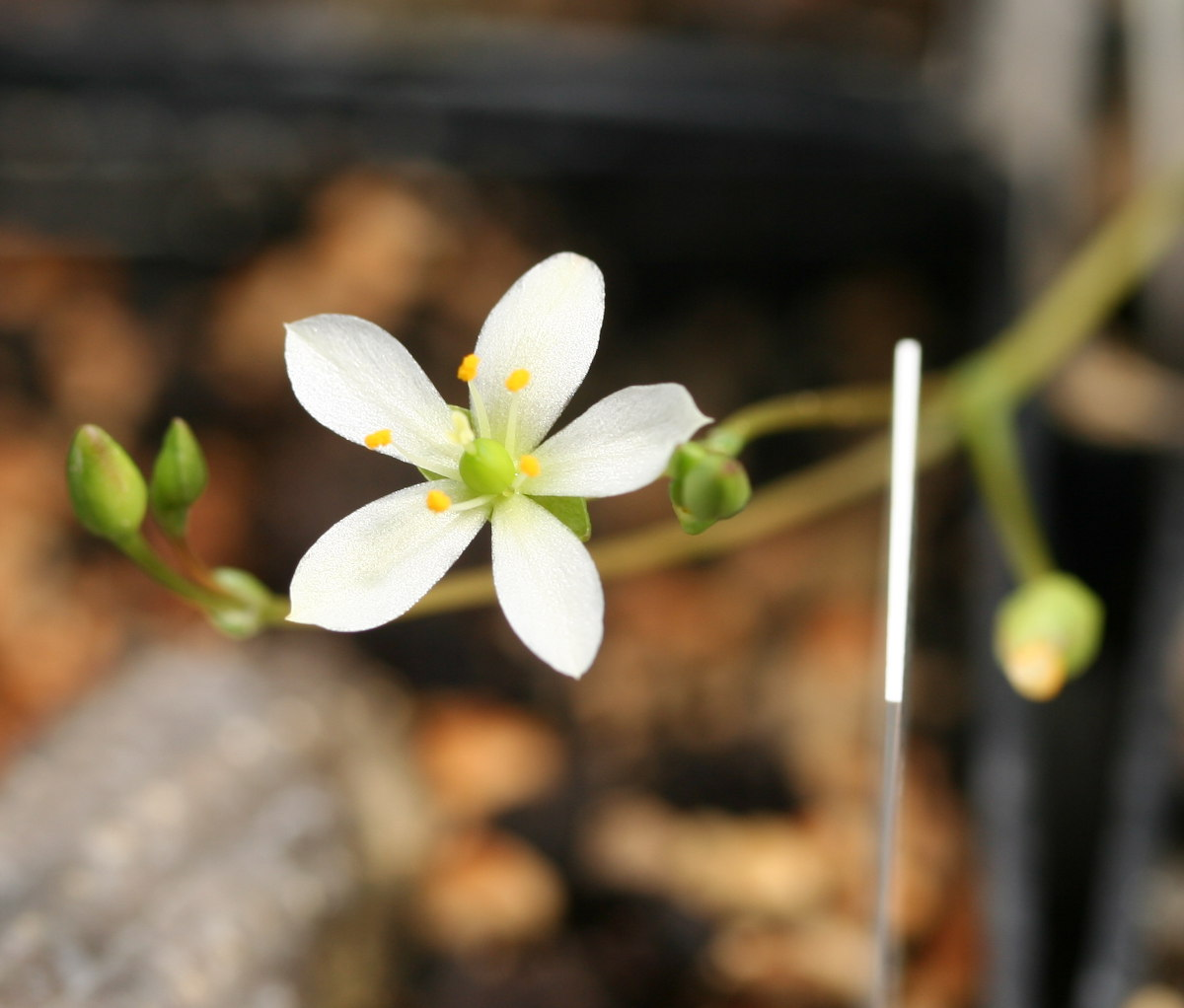
Blüte von Talinum napiforme

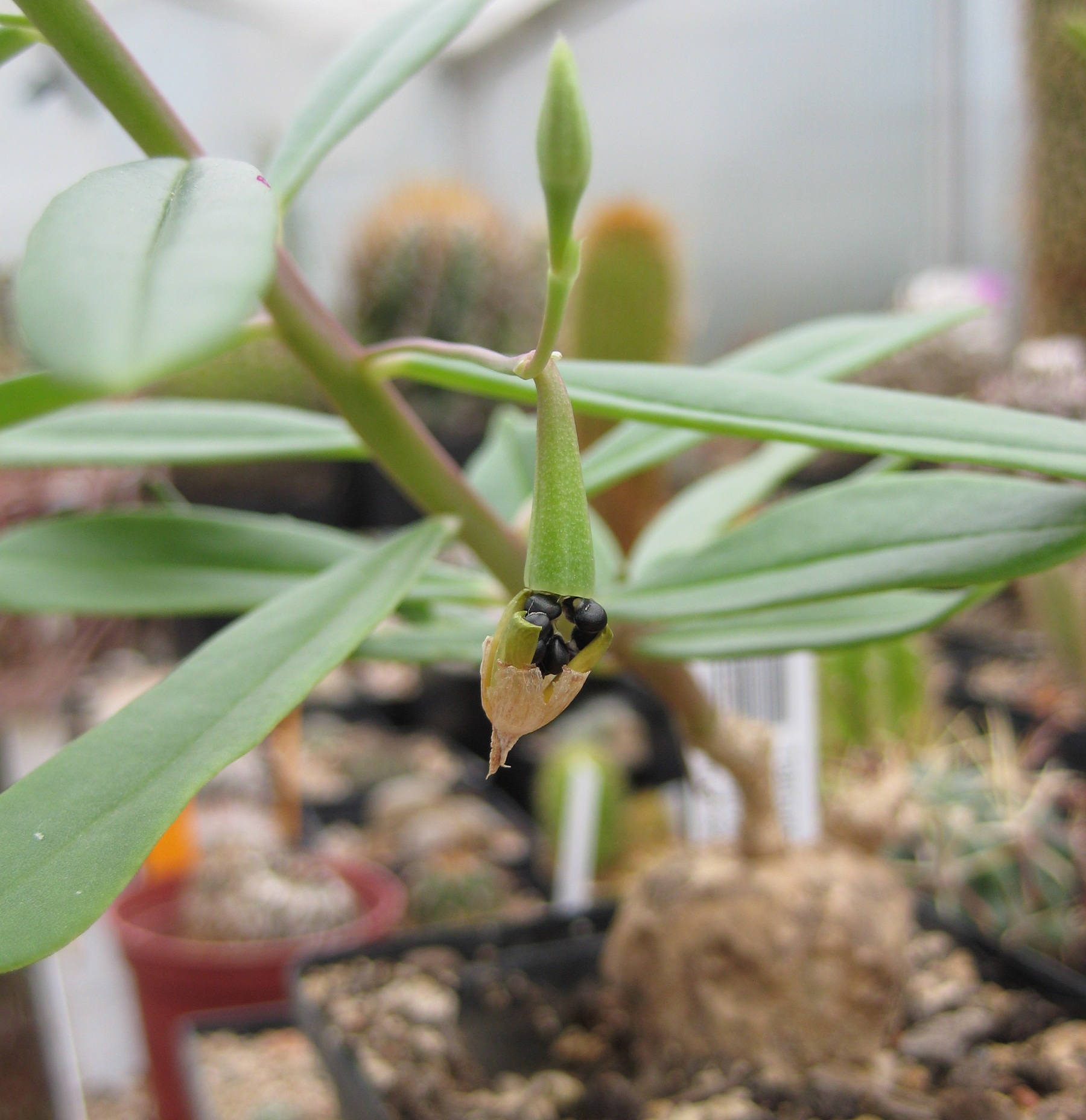
Frucht mit schwarzen Samen von Talinum tenuissimum

### Vegetative Merkmale
Es sind Sträucher, manche Arten sind Halbsträucher, einjährige oder ausdauernde krautige Pflanzen; selten kleine caudiciforme Bäume. Die Talinella-Arten sind kletternde Sträucher. Sie sind mehr oder weniger laubabwerfend. Einige Arten bilden Wurzelknollen als Überdauerungsorgane. In den Blattachseln sind zwei Schuppen vorhanden.
Die wechselständigen Laubblätter sind oft etwas fleischig. Die einfachen Blattspreiten sind manchmal asymmetrisch, etwas sukkulent; sie können kahl bis wollig behaart sein.

### Generative Merkmale
Die Arten können zweihäusig getrenntgeschlechtig (diözisch) sein, aber meist sind die Blüten zwittrig. Die relativ kleinen bis mittelgroßen sind radiärsymmetrisch mit doppelter Blütenhülle. Es sind nur zwei Kelchblätter vorhanden; sie können früh abfallen oder noch während der Fruchtreife vorhanden sein. Es sind zwei bis fünf Kronblätter vorhanden, aber wenn es weniger als fünf sind, dann sind sie nicht klar von den Kelchblättern getrennt. Es sind 15 bis 35 Staubblätter vorhanden. Die Staubblätter sind manchmal mit dem Nektrardiskus verbunden. Drei bis fünf Fruchtblätter sind zu einem oberständigen, einkammerigen Fruchtknoten verwachsen.
Als Frucht wird eine Beere oder lokulizide (die sich vom oberen Ende oder/und vom unteren Ende her öffnet), vielsamige Kapselfrucht gebildet. Auf der Frucht kann die haltbare Blütenkrone erkennbar sein. Die meistens schwarzen, selten dunkel-grauen Samen sind glänzend.

### Inhaltsstoffe und Chromosomensätze
Es sind tanninhaltige Zellen vorhanden. Ein Teil der Arten sind CAM-Pflanzen und die anderen C3-Pflanzen.
Die Chromosomengrundzahl beträgt n = 8.

## Systematik

### Taxonomie
Die Familie Talinaceae wurde 2001 durch Alexander Borissovitch Doweld in Tentamen Systematis Plantarum Vascularium XLII aufgestellt. Das Basionym ist Tribus Talineae Fenzl innerhalb der Familie Portulacaceae.  Typusgattung ist Talinum Adans.

### Äußere Systematik
Früher waren diese Arten in die Familie der Portulakgewächse (Portulacaceae) eingegliedert. Molekularbiologische Untersuchungen haben nahegelegt, dass die Familie Talinaceae ein monophyletisches Taxon ergibt. Es verbleibt nur noch die Gattung Portulak (Portulaca) in der dadurch monophyletischen Familie der Portulacaceae. (Applequist et al. 2006 und Nepokroeff et al. 2002)
Innerhalb der Ordnung der Nelkenartigen (Caryophyllales) sind die Talinaceae nahe mit den Halophytaceae, Didiereaceae, Cactaceae, Halophytaceae, Portulacaceae, Montiaceae und Basellaceae verwandt; diese acht Familien können als Unterordnung Portulacineae zusammengefasst werden. Die früher in die Gattung Talinum eingegliederte Sektion Phemeranthus Raf. ist heute wieder eine eigene Gattung Phemeranthus in der Familie der Montiaceae und deutlich durch molekulargenetische Daten abgegrenzt.

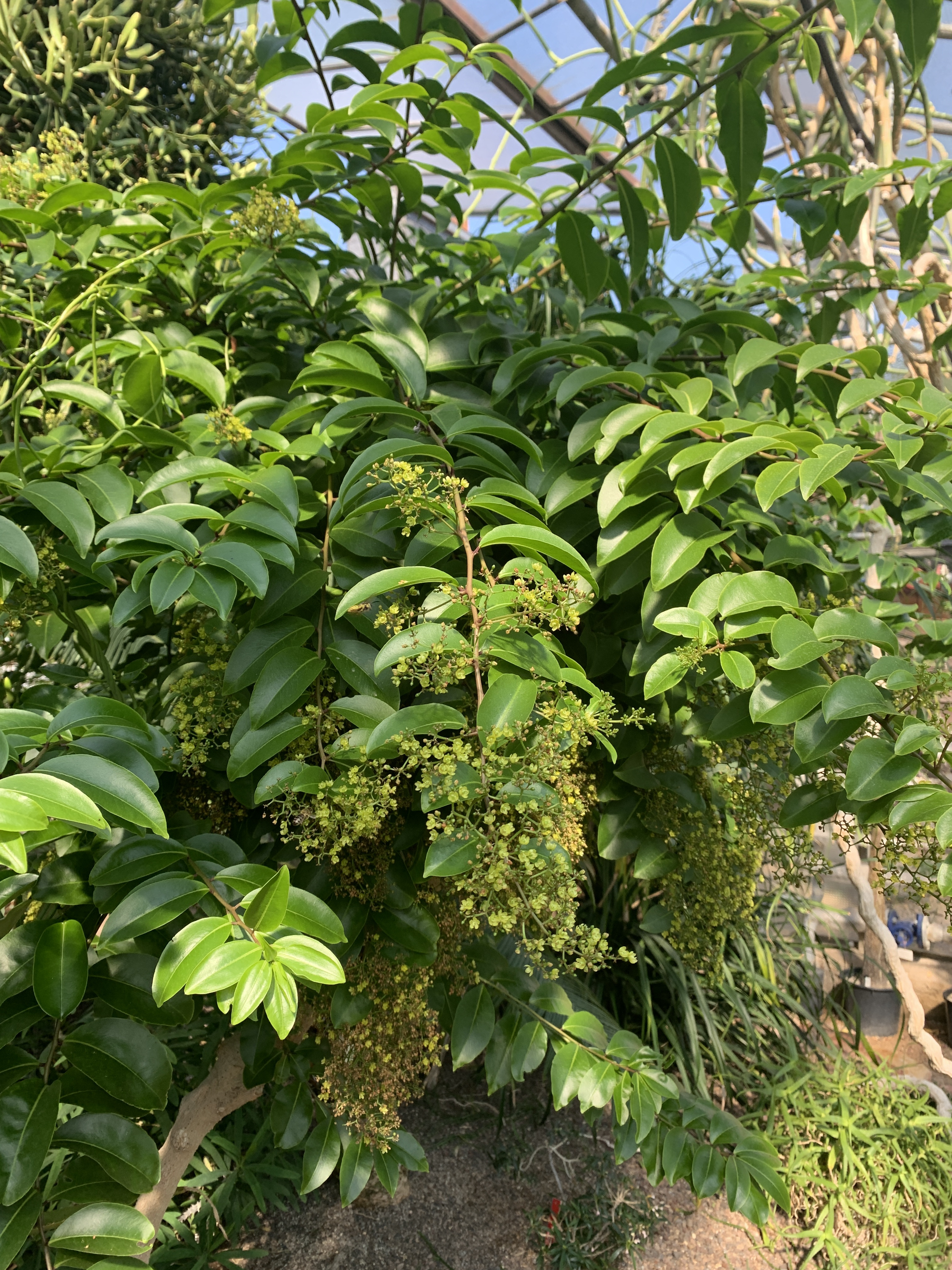
Talinella spec.

### Innere Systematik
Die Familie der Talinaceae umfasst folgende drei Gattungen:
- Amphipetalum Bacigalupo: Sie enthält nur eine Art:
  - Amphipetalum paraguayense Bacigalupo: Dieser Endemit kommt nur im westlichen Paraguay im Departamento Boquerón vor.
- Talinella Baill. (Syn.: Sabouraea Leandri): Die etwa zwölf Arten kommen nur auf Madagaskar vor.[5]
- Talinum Adans. (Syn.: Orygia Forssk.): Die 10 bis 16 Arten sind von Nordamerika über Zentralamerika sowie den Karibischen Inseln bis Südamerika verbreitet und kommen auch in Afrika vor. Einige Arten sind Neophyten in vielen Teilen der Welt.